# 圭梅斯將軍縣 (薩爾塔省)

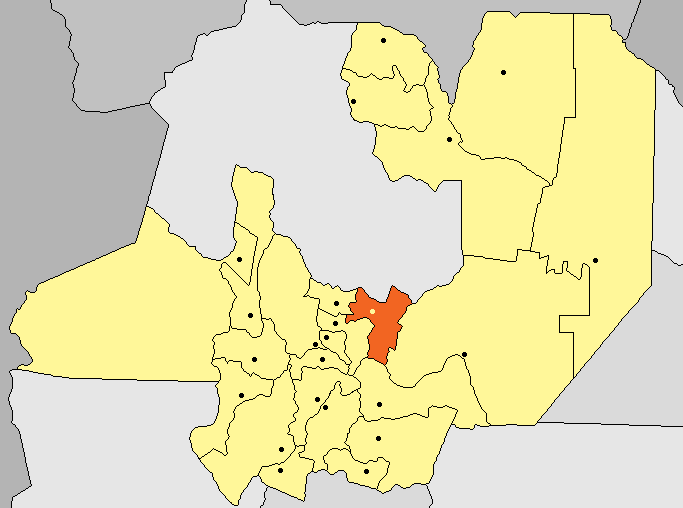

24°10′15″S 65°2′49″W / 24.17083°S 65.04694°W
圭梅斯將軍縣（西班牙語：Departamento General Güemes），是阿根廷的縣份，位於該國西北部薩爾塔省，首府設於圭梅斯將軍鎮，面積2,365平方公里，2010年人口47,226，人口密度每平方公里19.97人。